# Scottish National Chess League
Scottish National Chess League – drużynowe rozgrywki szachowe w Szkocji, odbywające się od 1985 roku, organizowane przez Chess Scotland.

## Zwycięzcy
Źródło: SNCL
- 1985/1986: Glasgow Polytechnic Chess Club
- 1986/1987: Edinburgh Chess Club
- 1987/1988: Glasgow Polytechnic Chess Club
- 1988/1989: Glasgow Polytechnic Chess Club
- 1989/1990: Edinburgh Chess Club
- 1990/1991: Paisley YMCA Chess Club
- 1991/1992: Aberdeen Chess Club
- 1992/1993: Edinburgh Chess Club
- 1993/1994: Edinburgh Chess Club
- 1994/1995: Aberdeen Chess Club
- 1995/1996: Crowwood Chess Club
- 1996/1997: Crowwood Chess Club
- 1997/1998: Crowwood Chess Club
- 1998/1999: Crowwood Chess Club
- 1999/2000: Edinburgh Chess Club
- 2000/2001: Edinburgh Chess Club
- 2001/2002: Edinburgh Chess Club
- 2002/2003: Holy Cross Club
- 2003/2004: Fife Chess Club
- 2004/2005: Hamilton Chess Club
- 2005/2006: Hamilton Chess Club
- 2006/2007: Edinburgh West Chess Club
- 2007/2008: Hamilton Chess Club
- 2008/2009: Hamilton Chess Club
- 2009/2010: Hamilton Chess Club
- 2010/2011: Hamilton Chess Club
- 2011/2012: Hamilton Chess Club
- 2012/2013: Edinburgh Chess Club
- 2013/2014: Hamilton Chess Club
- 2014/2015: Edinburgh Chess Club
- 2015/2016: Edinburgh Chess Club
- 2016/2017: Edinburgh Chess Club[3]
- 2017/2018: Dundee City[4]
- 2018/2019: Dundee City[5]
- 2019/2020: Stepps Chess Club[6]
- 2023: Dundee City[7]
- 2023/2024: Dunfermline Knights[8]
- 2024/2025: Dundee City[9]